# Capeolix auritus
Capeolix auritus är en insektsart som beskrevs av Davies och Geertsema 1998. Capeolix auritus ingår i släktet Capeolix och familjen dvärgstritar. Inga underarter finns listade i Catalogue of Life.